# Pallenopsis macneilli
Pallenopsis macneilli är en havsspindelart som beskrevs av Clark, W.C. 1963. Pallenopsis macneilli ingår i släktet Pallenopsis och familjen Phoxichilidiidae. Inga underarter finns listade i Catalogue of Life.